# (13792) Kuščynskyj
(13792) Kuščynskyj, désignation internationale (13792) Kuscynskyj, est un astéroïde de la ceinture principale.

## Description
(13792) Kuscynskyj est un astéroïde de la ceinture principale. Il fut découvert le 7 novembre 1998 à l'Observatoire Kleť par Jana Tichá et Miloš Tichý. Il présente une orbite caractérisée par un demi-grand axe de 3,17 UA, une excentricité de 0,18 et une inclinaison de 3,8° par rapport à l'écliptique.

## Compléments